# Список функцій Android
Це список функцій операційної системи Android.

## Загальні
Обмін повідомленнями
SMS і MMS є доступними формами обміну повідомленнями, включаючи ланцюгові текстові повідомлення та Android Cloud To Device Messaging (C2DM), а тепер покращену версію C2DM, Android Google Cloud Messaging (GCM) також є частиною служб Android Push Messaging. Телефони Android також мають можливість надсилати й отримувати RCS через програму для повідомлень (якщо така функція підтримується оператором).
Автовиправлення та словникAndroid має функцію автовиправлення. Якщо будь-яке слово написано з помилкою, Android рекомендує значущі та правильні слова, які відповідають словам, доступним у словнику. Користувачі можуть додавати, редагувати та видаляти слова зі словника за своїм бажанням.
ВеббраузерВеббраузер, доступний в Android, базується на механізмі компонування Blink (раніше WebKit) із відкритим кодом у поєднанні з механізмом JavaScript V8 Chromium. Тоді вебпереглядач Android, що використовує WebKit, отримав 100/100 балів у тесті Acid3 на Android 4.0 ICS ; браузер на базі Blink наразі має кращу підтримку стандартів. Старий веббраузер по-різному відомий як «браузер Android», «браузер AOSP», «браузер із базовими версіями», «власний браузер» і «браузер за замовчуванням» (відтоді, як він завжди був стандартним). Починаючи з Android 4.4 KitKat, Google почав ліцензувати Google Chrome (пропрієтарне програмне забезпечення) окремо від Android, але зазвичай у комплекті (те, що робила більшість постачальників пристроїв). Починаючи з Android 5.0 Lollipop, браузер WebView, який програми можуть використовувати для відображення вебвмісту, не виходячи з програми, було відокремлено від решти мікропрограми Android, щоб полегшити окремі оновлення безпеки Google.
Голосові функціїГолосовий пошук у Google доступний із початкового випуску. Голосові команди для дзвінків, текстових повідомлень, навігації тощо підтримуються в Android 2.2 і новіших версій. Починаючи з Android 4.1, Google розширив голосові команди, додавши можливість відповідати та читати відповіді з Мережі знань Google під час запиту за допомогою певних команд. Можливість управління обладнанням поки не реалізована.
МультитачAndroid має вбудовану підтримку мультитач, яка спочатку була доступна в таких телефонах, як HTC Hero. Ця функція спочатку була вимкнена на рівні ядра (можливо, щоб уникнути порушення патентів Apple на технологію сенсорного екрана в той час). Відтоді Google випустив оновлення для Nexus One і Motorola Droid, яке нативно підтримує мультитач.
БагатозадачністьДоступна багатозадачність програм із унікальним керуванням розподілом пам'яті.
СкріншотAndroid підтримує створення знімка екрана одночасним натисканням кнопок живлення та головного екрана. До Android 4.0 єдиними методами створення знімка екрана були налаштування (програми) виробника та сторонніх розробників або іншим способом за допомогою підключення до ПК (інструмент розробника DDMS). Ці альтернативні методи все ще доступні в останній версії Android.
Телезапис
Android TV підтримує зйомку та повторне відтворення.
ВідеодзвінокAndroid не підтримує стандартні відеодзвінки, але деякі телефони мають налаштовану версію операційної системи, яка підтримує це через мережу UMTS (наприклад, Samsung Galaxy S) або через IP. Відеодзвінки через Google Talk доступні в Android 2.3.4 (Gingerbread) і новіших версіях. Gingerbread дозволяє Nexus S здійснювати інтернет-дзвінки за допомогою облікового запису SIP. Це дозволяє покращити VoIP-дозвон до інших облікових записів SIP і навіть телефонних номерів. Skype 2.1 пропонує відеодзвінки в Android 2.3, включаючи підтримку передньої камери. Користувачі програми Google+ для Android можуть спілкуватися у відеочаті з іншими користувачами Google+ через Hangouts.
Підтримка кількох мовAndroid підтримує кілька мов.
Доступність
TalkBack забезпечує вбудоване перетворення тексту в мовлення для людей зі слабким зором або без нього. Доступні покращення для людей із вадами слуху, а також інші засоби допомоги.

## Підключення
ПідключенняAndroid підтримує такі технології підключення, як GSM/EDGE, Bluetooth, LTE, CDMA, EV-DO, UMTS, NFC, IDEN і WiMAX.
BluetoothПідтримує голосовий набір і пересилання контактів між телефонами, відтворення музики, надсилання файлів (OPP), доступ до телефонної книги (PBAP), A2DP і AVRCP. Підтримка клавіатури, миші та джойстика (HID) доступна в Android 3.1+ і в попередніх версіях через налаштування виробника та програми сторонніх розробників.
Прив'язкаAndroid підтримує модем, що дозволяє використовувати телефон як бездротову/провідну точку доступу Wi-Fi. До Android 2.2 це підтримувалося програмами сторонніх розробників або налаштуваннями виробника.

## Медіа
Підтримка потокового медіаПотокове передавання RTP/RTSP 3GPP PSS, ISMA, прогресивне завантаження HTML (тег <video> HTML5). Adobe Flash Streaming (RTMP) і HTTP Dynamic Streaming підтримуються плагіном Flash. Apple HTTP Live Streaming підтримується RealPlayer для Android і операційною системою, починаючи з Android 3.0 (Honeycomb).
МедіапідтримкаAndroid підтримує такі формати аудіо/відео/фотографії: WebM, H.263, H.264, AAC, HE-AAC (у контейнері 3GP або MP4), MPEG-4 SP, AMR, AMR-WB (у контейнері 3GP), MP3, MIDI, Ogg Vorbis, FLAC, WAV, JPEG, PNG, GIF, BMP і WebP.
Зовнішня пам'ятьБільшість пристроїв Android мають слоти для карт microSD і можуть читати картки microSD, відформатовані у файлових системах FAT32, Ext3 або Ext4. Щоб дозволити використовувати зовнішні носії інформації, як-от флеш-накопичувачі USB та жорсткі диски USB, деякі пристрої Android комплектуються кабелями USB-OTG. Пам'ять, відформатована у FAT32, обробляється драйвером vFAT ядра Linux, тоді як для роботи з деякими іншими файловими системами, такими як NTFS, HFS Plus і exFAT, потрібні сторонні рішення.

## Апаратна підтримка
Пристрої Android можуть включати фото/відеокамери, сенсорні екрани, GPS, акселерометри, гіроскопи, барометри, магнітометри, спеціальні елементи керування іграми, датчики наближення та тиску, термометри, прискорені 2D-бітові бліти (з апаратною орієнтацією, масштабуванням, перетворенням формату пікселів) і прискорене 3D графіка.

## Інший
Підтримка JavaХоча більшість програм Android написані мовою Java, на платформі немає віртуальної машини Java, і байт-код Java не виконується. Класи Java скомпільовані у виконувані файли Dalvik і працюють за допомогою Android Runtime або Dalvik у старіших версіях спеціалізованої віртуальної машини, розробленої спеціально для Android і оптимізованої для мобільних пристроїв з живленням від батареї з обмеженою пам'яттю та ЦП. Підтримку J2ME можна надати через програми сторонніх розробників.
Макети телефонівПлатформа працює з екранами різних розмірів, починаючи від розмірів смартфонів і закінчуючи планшетами, і потенційно може підключатися до зовнішнього екрана, наприклад, через HDMI або бездротовим способом за допомогою Miracast. Підтримуються портретна та альбомна орієнтації, перемикання між якими зазвичай здійснюється поворотом смартфона. Використовується 2D-графічна бібліотека, 3D-графічна бібліотека на основі специфікацій OpenGL ES 2.0.
Сховище
SQLite, легка реляційна база даних, використовується для зберігання даних.
«Рідні» програмиПрограми для Android також написані на HTML.
Встановлювані програмиПрограми Android розміщуються на певному вебсайті та завантажуються замість самого вебсайту. Вони є частинами додатків і завантажуються майже миттєво без необхідності встановлення. Одним із перших додатків із такою функціональністю є додаток B&H.